# Де Леон, Даниель
Даниель Де Ле́он (англ. Daniel De Leon; 14 декабря 1852, о. Кюрасао, Нидерландские Антильские острова — 11 мая 1914, Нью-Йорк) — деятель американского рабочего и профсоюзного движения, политик, руководитель и идеолог Социалистической трудовой (рабочей) партии Америки (с 1890 до 1914 года), теоретик марксизма, редактор. Один из создателей революционного синдикалистского профсоюза «Индустриальные рабочие мира».

## Биография
Родился в сефардской семье Соломона де Леона, хирурга Королевской армии Нидерландов, служившего на Нидерландских Антильских островах. В 1866 году прибыл в Гамбург. В Германии окончил гимназию, с 1870 года изучал медицину в Лейденском университете в Нидерландах. Был членом студенческого союза в Амстердаме, однако учёбу там не окончил. Проживая в Европе, кроме испанского языка, свободно владел немецким, голландским, французским, английским, древнегреческим и латинским языками.
В начале 1870-х гг. с женой Сарой Лобо, родом из Каракаса, и матерью эмигрировал в Нью-Йорк (США). Работал школьным преподавателем латыни, греческого языка и математики. В 1876 году поступил в Колумбийский колледж, ныне Колумбийский университет. С 1878 по 1882 год занимался адвокатской практикой, затем вернулся в Нью-Йорк.
В 1883—1889 гг. читал лекции по международному и конституционному праву в Колумбийском университете.
В 1886 г. присоединился к рабочей организации «Орден рыцарей труда». В 1890 г. вступил в Социалистическую рабочую (трудовую) партию Америки, основанную в 1872 году, и вскоре стал её руководителем и идеологом. В 1891 году возглавил редакцию официального органа Социалистической рабочей партии — газету The People.
Сторонник идей классовой борьбы, Де Леон выступал против идеологии тред-юнионизма, вёл борьбу против правоцентристских влияний в своей партии и реформистских лидеров Американской федерации труда (АФТ), выступал против оппортунистических лидеров Второго интернационала. Гораздо меньшее внимание он уделял борьбе за повседневные нужды рабочих. Потерпев неудачу в борьбе внутри АФТ, Де Леон призывал социалистов и революционно настроенных рабочих выйти из её организаций и участвовал в создании в противовес ей Социалистического союза торговли и труда, контролируемого его партией, в 1895 году.
В 1905 году участвовал в создании леворадикальной синдикалистской организации «Индустриальные рабочие мира». Однако его участие в ИРМ было недолгим и конфликтным. С одной стороны, у него были противоречия с теми её членами, которые принадлежали к существенно обошедшей его собственную партию по влиянию новой Социалистической партии Америки — часть основателей последней (например, Моррис Хиллкуит) ранее откололись из СРПА в Социал-демократическую партию Америки. СПА и СРПА обсуждали перспективы объединения, однако в рядах первой в их поддержку выступали немногие (в том числе Юджин Дебс и Билл Хейвуд), а во второй Де Леону мешали не только его многочисленные личные конфликты с бывшими товарищами, но и неприятие господства в Соцпартии реформистов и оппортунистов.
С другой стороны, нарастали трения Де Леона с более радикальными революционно-синдикалистскими активистами вроде того же Хейвуда, отстаивавшими самостоятельное прямое действие и независимость от политических партий. Сам Де Леон ощутил известное влияние анархо-синдикализма и соглашался с ними, что боевые промышленные профсоюзы являются основным инструментом классовой борьбы, которые смогут установить рабочее самоуправление на рабочих местах — таким образом отводя профсоюзам ведущую роль в строительстве социалистического общества. Исходя из этого, в советских источниках подчёркивалось, что деолеонизм отрицал руководящую роль партии в рабочем движении и необходимость диктатуры пролетариата (он действительно полагал, что переход США к социализму сможет произойти в мягкой форме, избежав насильственной революции и жертв, если капиталисты проявят благоразумие, однако отрицал такую возможность в Европе).
Однако хотя видение Де Леоном революционной стратегии считалось децентрализованным и либертарным в противовес идее авангардной партии, на практике он пытался подчинить ИРМ влиянию своей партии. Оппоненты упрекали Де Леона, слывшего «великим инквизитором американского социализма», в догматизме и сектантстве. Формально он был исключён из чикагской секции «Индустриальных рабочие мира» в 1908 году после того, как назвал сторонников организации «пролетариями трущоб».
Он предпринял попытку основать альтернативную ИРМ, базировавшуюся в Детройте и в 1915 году переименованную в Международный индустриальный союз рабочих, но распавшуюся после смерти Де Леона в 1925 году. При этом партия Де Леона существенно его пережила и технически существует даже в наше время, несмотря на то, что практически не проявляет активности с 2008 года, оставаясь наряду с СДПГ одной из старейших основанных ещё в XIX веке социалистических партий в мире.
О борьбе Де Леона с реформистами и центристами в рабочем движении (в том числе с такими известными международными теоретиками, как Эдуард Бернштейн и Карл Либкнехт) положительно отзывался В. И. Ленин, заимствовавший у него выражение «рабочие приказчики класса капиталистов» (labor lieutenants of the capitalist class).

## Избранные сочинения
- Reform or Revolution?, speech, 1896.
- What Means This Strike?, speech, 1898.
- Socialism vs Anarchism, speech, 1901.
- The Mysteries of the People, a series of 19 novels translated from Eugène Sue’s text, 1904.
- Two Pages from Roman History
- The Burning Question of Trade Unionism
- Preamble of the IWW, later renamed The Socialist Reconstruction of Society.
- DeLeon Replies … (short essay, 1904)